# 科韵路站 (城际)
科韵路站是广州东环城际的一个车站，位于中国广东省广州市天河区黄埔大道中南侧，广州国际金融城西北角。

## 车站结构
科韵路站为地下二层车站，车站长度为287米，到发线有效长400米。车站设有一个岛式站台，站台宽14.6米，站台有效长210米。车站设有2组风亭及1处冷却塔。
城际科韵路站上方为广州金融城广场，外观造型以“锦鲤馔玉”为主题。

## 历史
本站规划及工程时期被命名为金融城站，开通前夕更名为科韵路站。
2018年10月23日上午，广州金融城站综合交通枢纽项目开工。